# ラインラント＝プファルツ州立フィルハーモニー管弦楽団
ラインラント＝プファルツ州立フィルハーモニー管弦楽団（ドイツ語：Deutsche Staatsphilharmonie Rheinland-Pfalz）は、ドイツ・ラインラント＝プファルツ州のルートヴィヒスハーフェン・アム・ラインに本拠地を置くオーケストラである。

## 概要
第一次世界大戦後の1919年、ランダウにプファルツ・ザールラント州立交響楽団として設立。1923年のハイパーインフレに直面したが、プファルツ管弦楽団と改称して有限会社（GmbH）の形を取り、合理化に成功。同時に本拠地を現在のルードヴィッヒスハーフェンに移す。ヘルマン・アーベントロートやリヒャルト・シュトラウスらの著名な指揮者を客演に招いた。1933年にザールプファルツ管弦楽団、さらに1941年から終戦までヴェストマルク交響楽団（Landessymphonieorchester Westmark）に改名。
戦後、オーケストラはプファルツ・フィルハーモニー管弦楽団として再編され徐々に規模を拡大。1974年から州の後援を受けるようになった。1978年にクリストフ・エッシェンバッハが芸術監督に就任し、オーケストラの国際的な名声を高めた。この時期に楽団名をラインラント＝プファルツ州立フィルハーモニー管弦楽団としている。続くレイフ・セーゲルスタムはオペラや現代音楽を積極的にプログラムに含め、海外公演も盛んに行った。1985年にはオーケストラの練習場、事務局であるフィルハーモニーが完成。その後はベルンハルト・クレー、テオドール・グシュルバウアー、アリ・ラシライネンらが首席指揮者を務めた。1998年に州営に移行し、2007年には「ドイツ・ラインラント＝プファルツ州立フィルハーモニー管弦楽団」を正式名称として採用した。
現代音楽の演奏に定評があり、クレーベ、リーム、ゲンツマー、ミュラー＝ヴィーラント、シュネーベル、ヴィッティンガー、ルーフェンディ、キルシュナー、ラスカトフ、ザイターらの作品の初演歴がある。また、フランク・シュトローベルの下で無声映画の音楽の再現プロジェクトにも注力している。
録音はcpoレーベルに多く存在する。

## 歴代首席指揮者・音楽監督
- 1919 - 1920 ルートヴィヒ・リュート
- 1920 - 1938 エルンスト・ベーエ
- 1939 - 1943 カール・フリードリヒ
- 1943 - 1944 フランツ・コンヴィチュニー
- 1944 ハインツ・ボンガルツ
- 1946 - 1947 カール・マリア・ツヴィッスラー
- 1947 - 1951 ベルンハルト・コンツ
- 1951 - 1957 カール・ルフト
- 1957 - 1960 オトマール・スウィトナー
- 1960 - 1978 クリストフ・シュテップ
- 1978 - 1983 クリストフ・エッシェンバッハ
- 1983 - 1990 レイフ・セーゲルスタム
- 1992 - 1997 ベルンハルト・クレー
- 1997 - 2001 テオドール・グシュルバウアー
- 2002 - 2009 アリ・ラシライネン
- 2009 - 2018 カール＝ハインツ・シュテフェンス
- 2019 -  マイケル・フランシス（英語版）